# Distrito de Trzebnica
Trzebnica (polaco: powiat trzebnicki) es un distrito del voivodato de Baja Silesia (Polonia) que fue constituido el 1 de enero de 1999 por la reforma del gobierno local polaco aprobada el año anterior. Limita con otros ocho distritos: al noroeste con Góra, al norte con Rawicz y Milicz, al este con Oleśnica, al sur con Wrocław y con la ciudad homónima, al suroeste con Środa Śląska y al oeste con Wołów. Está dividido en seis municipios: cuatro urbano-rurales (Oborniki Śląskie, Prusice, Trzebnica y Żmigród) y dos rurales (Wisznia Mała y Zawonia). En 2011, según el Oficina Central de Estadística polaca, el distrito tenía una superficie de 1024,78 km² y una población de 79 934 habitantes.